# Heinrich Ignaz Franz Biber

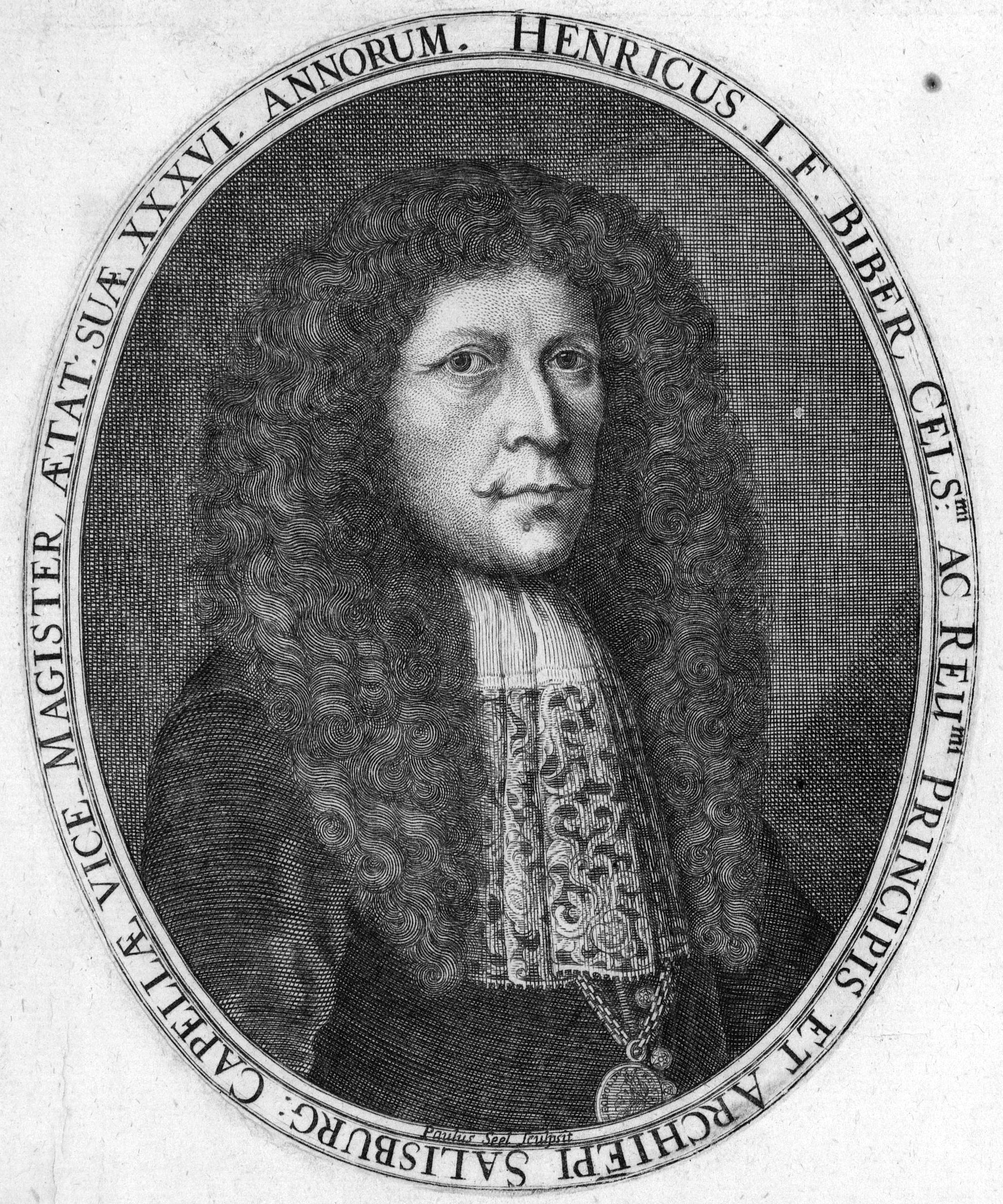
Das einzige erhaltene Porträt; es stammt aus den Sonatae violino solo 1681 [C. 138–145]. Die Inschrift lautet: „Gestochen von Paul Seel“. Die Umschrift lautet: „Heinrich I.F. Biber Vize-Kapellmeister des höchst erhabenen und höchst verehrungswürdigen Fürsten und Erzbischofs zu Salzburg seines Alters 36 Jahre“

Heinrich Ignaz Franz Biber, ab 1690 Biber von Bibern, (getauft 12. August 1644 in Wartenberg, Böhmen als Hennericus Pieber; † 3. Mai 1704 in Salzburg) war ein Komponist und bedeutender Geigenvirtuose der Barockzeit.

## Leben

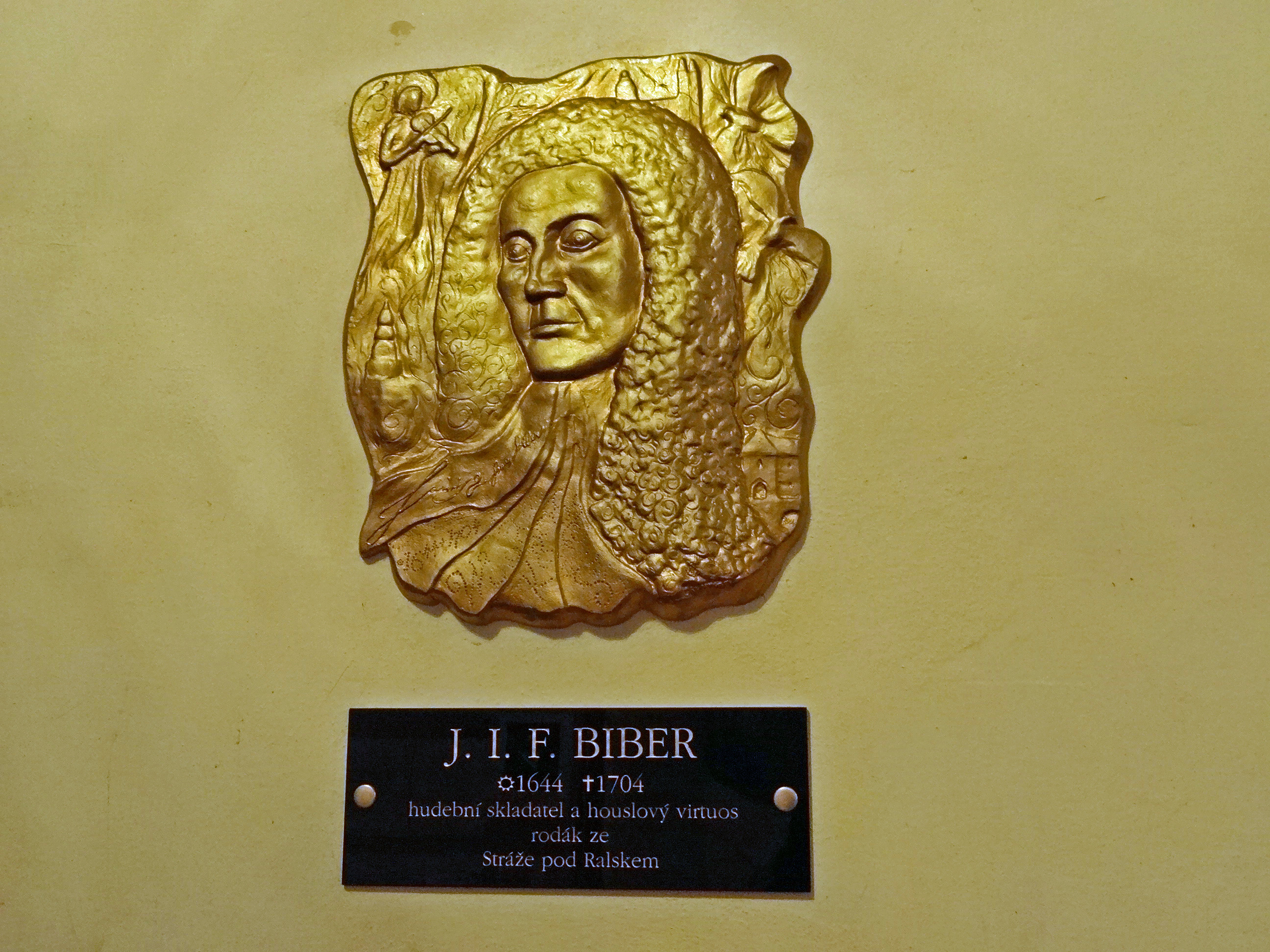
Gedenktafel für H.I.F. Biber in seiner Taufkirche in Wartenberg

Heinrich Ignaz Franz Biber erhielt in einem Jesuiten-Gymnasium im schlesischen Troppau seine musikalische Ausbildung. Hier hatte er Kontakt mit dem Trompeter und späteren Kapellmeister des Erzbischofs in Kremsier Pavel Josef Vejvanovský. Vermutlich nahm er weiteren Unterricht bei Johann Heinrich Schmelzer oder dem Hofkapellmeister Antonio Bertali in Wien, dies gilt jedoch als nicht gesichert. Seine erste bekannte Komposition stammt von 1663, ein Salve Regina für Sopran, Violine, Gambe und Orgel [C. 49].
Die erste Anstellung erhielt er 1668 als Musiker der Hofkapelle und Kammerdiener des Olmützer Bischofs Karl II. von Liechtenstein-Kastelkorn. Von einer Reise nach Innsbruck kehrte er unerlaubterweise nicht zurück. Auf dieser Reise kam er mit dem zu seiner Zeit berühmten Geigenbauer Jakobus Stainer in Kontakt, der ihn später in einem Schreiben als „der vortreffliche Virtuos Herr Biber“ erwähnte.
Ab 1670 trat er in den Dienst des Erzbischofs Max Gandolf von Kuenburg in Salzburg. 1678 erhielt er dort die Stelle als Vizekapellmeister und nach dem Tode seines Vorgängers Andreas Hofer um 1684 die des Kapellmeisters. Er galt als genialer Violinvirtuose; für sein kompositorisches Werk verlieh ihm Kaiser Leopold I. 1690 ein Adelsprädikat (Truchsess). Fortan durfte er sich „Biber von Bibern“ nennen, was einen erheblichen sozialen Aufstieg bedeutete. Sein monatliches Einkommen betrug zu diesem Zeitpunkt 60 Gulden bei freier Wohnung, Wein, Brot und Brennholz.
Biber hatte 11 Kinder, von denen jedoch nur vier das Erwachsenenalter erreichten: Anton Heinrich (1679–1742), Carl Heinrich (1681–1749), Maria Cäcilia (* 1674) und Anna Magdalena (1677–1742). 1715 folgte Carl Heinrich dem Vater auf dem Posten des Kapellmeisters. Maria Cäcilia und Anna Magdalena wurden beide Nonnen und setzten ihre musikalischen Tätigkeiten in den jeweiligen Klöstern fort.

## Schaffen
In vielen seiner Frühwerke benutzte Biber die Skordatur (das Umstimmen einzelner Saiten), um besondere Klangeffekte zu erzielen und um schwierige Griffe in den unteren Lagen sowie auf leeren Saiten zu ermöglichen.
Biber schrieb Messen, zwei Requien, zahlreiche Violinsonaten, Tafelmusiken sowie Schuldramen. Sein monumentalstes Werk schuf er 1682 anlässlich der 1100-Jahr-Feier des Erzstiftes Salzburg, eine Messe mit 53 Stimmen, die Missa Salisburgensis und den Hymnus Plaudite tympana. Diese Messe wurde früher Orazio Benevoli zugeschrieben. In den 1970er Jahren wurde angenommen, auch Bibers Vorgänger Andreas Hofer komme als Schöpfer des Werkes in Frage. Seit 1975 gilt Biber als der Komponist. Der größte Teil seiner geistlichen Werke ist so gut wie unbekannt. Von seinen Opern ist nur Chi la dura la vince erhalten.
Von wenigen Geigern und Komponisten vor seiner Zeit findet man so häufig Doppelgriffe, Dreier- und Viererakkorde wie bei Biber. Er beherrschte, damals selten, das Violinspiel bis in die siebte Lage.

## Werke
(Enthält alle Werke, soweit Musik bzw. Text erhalten sind, Werke nicht eindeutiger Zuschreibung nur, soweit Chafe, Sehnal oder Nettl sie für solche Bibers halten.)
[C. XX] bezieht sich auf das Werkeverzeichnis von Chafe (siehe Literaturverzeichnis).

### Vokal

#### Messen
- Missa in Albis
Stammt von Heinrich Brückner oder Bibers Sohn Heinrich (1681–1749)
- Missa Sancti Alexii, in contrapuncto florido a quattuor [C. nicht aufgeführt, vgl. Hintermaier S. IX[4]]
- Missa Alleluia in C-Dur [C. 1] (zwischen 1690 und 1698):
zwei Chöre zu 4 Stimmen (SATB), Solisten, 2 Violinen, 3 Violen, 6 Trompeten, Kesselpauken, 2 „cornetti“, also Zinke, 3 Posaunen, Theorbe, Orgel, Violone
- Missa ex B in B-Dur [C. 4]:
Chor SSATBB
- Missa Bruxellensis in C-Dur [C. App. 100] (um 1700)
Doppelchor SATB, 4 Trompeten, Pauken, 2 „cornetti“, also Zinke, 3 Posaunen, 2 Violinen, 3 Violen, basso continuo
- Missa Catholica in C-Dur [C. 2] ((nach 1680)):
SATB Chor und Solisten, 2 Violinen, 2 Violen, 2  Clarini, Orgel, Violone
- Missa Christi Resurgentis in C-Dur [C. 3] ((1674)):
zwei Chöre zu 4 Stimmen SATB, Solisten, 2 Violinen, 2 Violen, 2 Clarini, 2  „cornetti“, also Zinke, 3 Posaunen, Orgel, Violone
- Missa à 4 voci in Contrapuncto
Stammt von Bibers Sohn Heinrich (1681–1749).
- Missa S. Henrici in C-Dur [C. 6] (1696):
Chor und Solisten SSATB, 2 Violinen, 3 Violen, 2 Clarini, 3 Trompeten, Kesselpauken ad libitum, 3 Posaunen, Orgel, Violone
Komponiert zum Eintritt von Bibers Tochter Maria Anna Magdalena in das Benediktinen-Frauenstift Nonnberg als Nonne; Aufführung 11. Juli 1696.
- Missa quadragesimalis in d-Moll [C. 5] (wohl vor 1670 vgl. Hintermaier S. IX[4]):
Chor SATB (Instrumente colla parte)
Als Missa in Contrapuncto in einer neuen Ausgabe erschienen.
- Requiem à 15 in A-Dur [C. 7] (nach 1690):
Requiem, Kyrie, Dies irae, Domine Jesu Christe, Sanctus, Agnus Dei, Lux aeterna
Chor und Solisten SSATBB, 2  Violette, 2 „Trombe Basse“ in A, 2 Oboen, 3 Posaunen, Fagott, Orgel.
Entgegen früherer Annahme kann das Werk wegen der Entstehungszeit nicht für die Beisetzungsfeier von Fürstbischof Max Gandolf von Kuenburg, gestorben 1687, Bibers langjährigem Dienstherrn, komponiert worden sein.
- Requiem ex F con terza min(ore) in f-Moll [C. 8] (nach 1692):
Requiem, Kyrie, Dies irae, Domine Jesu Christe, Sanctus, Agnus Dei, Lux aeterna
Chor und Solisten SSATB, 2 Violinen, 3 Violen, 3 Posaunen ad libitum, Orgel
- Missa Salisburgensis in C-Dur [C. App. 101] (1682)
zwei 8-stimmige Doppelchöre SSAATTBB, 16 Solisten, 2 Streichensembles (jedes mit 2 Violinen und 4 Violen), 2 Cornetti, 4 Posaunen, 2 Oboen, 4 Blockflöten, 2 Clarini und 2 Trompetenensembles (jedes mit 4 Trompeten und Pauken), 2 Orgelstimmen als Continuo, Basso continuo
Früher Orazio Benevoli zugeschrieben. Festmesse zum 1100-jährigen Bestehen des Erzstiftes Salzburg.

#### Vespern
- Vesperae Longiores ac Breviores Unacùm Litaniis Lauretanis (J. B. Mayr Salzburg 1693[5]) – Chor und Solisten (SATB), 2 Violinen, 2 Violen, 3 Posaunen ad libitum, Orgel:
  - Psalmi Longiores:
Dixit Dominus in D [C. 13] – Confitebor in h-Moll [C. 14] – Beatus Vir in  G-Dur [C. 15] – Laudate Pueri in D-Dur [C. 16] – Laudate Dominum in A-Dur [C. 17] – Magnificat in D-Dur [C. 18]
  - Psalmi de B. M. Virgine:
Dixit Dominus in g-Moll [C. 19] – Laudate Pueri in B-Dur [C. 20] – Laetatus Sum in F-Dur [C. 21] – Nisi Dominus in d-Moll [C. 22] – Lauda Jerusalem in B-Dur [C. 23] – Magnificat in g-Moll [C. 24]
  - Psalmi Breviores:
Dixit Dominus in C-Dur [C. 25] – Confitebor in a-Moll [C. 26] – Beatus Vir in e-Moll [C. 27] – Laudate Pueri in C-Dur [C. 28] – Laudate Dominum in G-Dur [C. 29] – Laudate Pueri in a-Moll [C. 30] – Laetatus sum in e-Moll [C. 31] – Nisi Dominus in C-Dur [C. 32] – Lauda Jerusalem in G-Dur [C. 33] – Magnificat in C-Dur [C. 34]
  - Psalmi per Annum Necessarii:
Credidi in d-Moll [C. 35] – In Convertendo in a-Moll [C. 36] – Domine Probasti me in F-Dur [C. 37] – De Profundis in c-Moll [C. 38] – Memento in g-Moll [C. 39] – Beati Omnes in B-Dur [C. 40] – In Exitu Israel in d-Moll [C. 41] – Litaniae Lauretanae in e-Moll [C. 42]
- Vesperae à 32 in C-Dur[6] 1674 mit dem Titel des Autografs: A.M.D.G.B.M.V.[7] Assumptae H. / Vesperae à 32: / 8 Voc. In Concert. / 8. in Capella / 5. Viol. / 2 Cornett. / 3. Trombon.: / 4. Tromb: / Cum Tympano / Et 4: bassi Continui: / Voces in Concerto. 23: / vom / Hainrich J. Franz biber / Ao.1674.:
  - Dixit Dominus [C. 11] und Magnificat [C. 12]
- Laetatus Sum à 7 in A-Dur [C. 9] 1676
für 2 Bässe solo, Violine solo, 3 Violen, Orgel, Violone
- Nisi Dominus aedificaverit Domum in G-Dur [C. 10]
für Bass solo, Violine solo, Orgel, Violone

#### Opern
- Alesandro in Pietra – Dramma per musica [C. App. 20] Oper; Text von Francesco Maria Raffaelini (gestorben nach 1710[8]); Aufführung Januar/Februar 1689; nur Text erhalten
- Chi la dura la vince – Dramma Musicale (dt.: „Wer aushält, siegt“; auch unter dem Namen „Arminio“ bekannt)[9] [C. 51] zwischen 5. Dezember 1690 und Mitte 1692
Oper in 3 Akten und 42 Szenen, Text von Francesco Maria Raffaelini (gestorben nach 1710[8])

#### Schuldramen
- Alesandro in Pietra / Dramma per musica [C. App. 20] Oper; Text von Francesco Maria Raffaelini; Aufführung Januar/Februar 1689; nur Text erhalten
- Alfonsus hujus nominis decimus Hisparniarum rex... [C. App. 21] Text von Augustin Kendlinger; Aufführung 1696 in Salzburg; nur Text erhalten
- Boni corvinon dissimilia... [C. App. 22] Aufführung 1696 in Salzburg; nur Text erhalten
- Fastus confusus seu a Juditha proprio ense fusus Holofernes … [C. App. 24] Aufführung 28. November 1691 in Salzburg; Text von Vitus Kaltenkrauter; nur Text erhalten
- Fastus fumosus famosus ad focum Babilonicum defervescens, seu Nabuchodonosor [C. App. 25] Aufführung Februar 1685; Autor unbekannt; nur Text erhalten
- Feriis Bacchanaliorum: Nemesis variata seu Fridericus Dux Saxoniae … [C. App. 35] Aufführung 1679; Textautor unbekannt; nur Text erhalten. Als Komponist kommen auch in Frage Andreas Hofer oder Georg Muffat
- Fidei, ac perfidiae exampla in Pertharito ab Unulfo et Garibaldo demonstrata … [C. App. 26] Aufführung 1694 in Salzburg;  Text von Vitus Kaltenkrauter; nur Text erhalten
- Honor divinus de respectu humano triumphans, seu S. Thomas cancellarius … [C. App. 27] Aufführung 1698 in Salzburg; Text von Wolfgang Rinswerger; nur Text erhalten
- Infelix parentum amor in Fernando filio … [C. App. 23] Aufführung 1697 in Salzburg; Text von Wolfgang Rinswerger; nur Text erhalten
- Innocentia fidei conjugalis seu Genovefa .../ Unschuld der Ehelichen Threu ...Genovefa … [C. App. 36] Aufführung 1681; Textautor unbekannt; nur Text erhalten. Als Komponist kommen auch in Frage Andreas Hofer oder Georg Muffat
- Invidia gloriae umbra in C. Julio Caesare repraesentata … [C. App. 28] Aufführung 1697 in Salzburg; Text von Wolfgang Rinswerger; nur Text erhalten
- Rex catholicus seu S. Hermenegildus rex, et martyr … [C. App. 29] Aufführung 1689 in Salzburg; Text von Vitus Kaltenkrauter; nur Text erhalten
- Rex invitus martyr invictus coronam terrestrem … [C. App. 30] Aufführung 6. August 1692 in Salzburg; Text von Vitus Kaltenkrauter; nur Text erhalten
- Valerianus Romanorum Imperator, barbarorum ludibrium … [C. App. 32] Aufführung August 1684 in Salzburg; Text von Otto Aicher; nur Text und Szenarium erhalten
- Virtus pressa, non opressa. Seu Daniel … [C. App. 33] Aufführung 10. September 1686 in Salzburg; Text von Otto Aicher; nur Text und Szenarium erhalten
- Virtutis triumphus, sive Ulysses … [C. App. 34] Aufführung 30. Juni 1687 in Salzburg zur Feier der Wahl von Johann Ernst von Thun und Hohenstein zum Erzbischof; Text von Otto Aicher; nur Text erhalten

#### Sonstiges
- Congregamini Omnes Populi à 15 in G-Dur [C. App. 102] 1663
für Chor & Solisten SSATBB, 2 Violinen, 2 Violen, 3 Posaunen, Orgel
Zuschreibung zweifelhaft
- Huc Poenitentes (Offertorium) in c-Moll [C. 46] ca. 1700
für Chor und Solisten (SSATB), 2 Violinen, 2 Violen, 3 Posaunen ad libitum, 3 Orgeln, Fagott, Violone
- In Festo Trium Regium, Muttetum Natale à 6 in C-Dur [C. 43]
für 2 Soprane, 2 Blockflöten, 2 Oboen und Orgel
- Litania de S. Josepho à 20 in D-Dur  [C. 44] nach 1690
für 2 Chöre (SATB), 8 Vokalsolisten, 2 Violinen, 5 Violen, 2 Trompeten in D, 3 Posaunen, Basso continuo
- Lux Perpetua in G-Dur [C. 45] 1673
für 2 vierstimmige Chöre (SATB), 8 Vokalsolisten, 2 Violinen, 2 Violen, 3 Posaunen, Orgel, Violone
- Ne Cedite (Offertorium) in a-Moll [C. 47] nach 1690
für Chor und Solisten (SSATB), 2 Violinen, 2 Violen, 3 Posaunen, Orgel pro Rippien., Orgel, Orgel oder Theorbe, Orgel oder Viola
- Quo abiit dilectus tuus – In Festo 7 dolorum (Offertorium) in e-Moll [C. 48]
für Chor und Solisten (SATB), 4 Violen, 4 Orgeln, Orgel  pro Rippieno
- Salve Regina `a 2 in e-Moll [C. 49] 1663, das älteste (bekannte) Werk Bibers
für Sopran solo (nicht erhalten), Viola da gamba solo, Orgel
- Stabat Mater in e-Moll [C. 50]
für Chor [SATB] und Basso continuo
- Tratenimento musicale del’ossequio di Salisburgi [C. App. 31] 8. Februar 1699; Festakt in 3 Teilen zu Ehren des Besuches von Wilhelmina Amalia, Ehefrau des späteren Kaisers Joseph I.; Textautor unbekannt; nur Text erhalten

### Instrumental mit Namen

#### „Sonata violino solo representativa“
auch Representatio avium, also „Darstellung von Vögeln“ in A-Dur [C. 146] 1669
(Allegro – Nachtigal – CuCu – Fresch – Adagio – Die Henn – Der Han – Presto – Adagio – Die Wachtel – Die Katz – Musquetir Mars – Allemande)
Die Tierimitationen stammen aus Athanasius Kirchers Musurgia universalis. Der „Musquetir Mars“, also „Marsch der Musketiere“ ist leicht verändert unter dem Titel „Der Mars“ Teil 4 von Bibers Battalia [C. 61].
Mit beachtlichen Argumenten vertritt Brewer die Auffassung, Komponist sei Johann Heinrich Schmelzer. Dem schließt sich der Autor des Booklets zur CD Heinrich Ignaz Franz von Biber / Imitatio des Ricercar Consorts ohne Gründe an.

#### „Harmonia Artificioso-Ariosa“
Harmonia Artificioso-Ariosa Diversimodè accordata et In septem Partes vel Partias distributa à 3. Instrum:, also „Kunstreich-melodiöser Wohlklang in verschiedenen Stimmungen und in sieben Teile oder Partien für drei Instrumente angeordnet“ (1696)
- 1. Partia I in d-Moll für 2 Violinen und Basso Continuo (Sonata – Allamande – Gigue mit Variatio I & II – Aria – Sarabande mit Variatio I & II – Finale); beide Violinen  skordiert: a, e', a', d" [C. 62]
- 2. Partia II in h-Moll für 2 Violinen und Basso Continuo (Praeludium – Allamande & Variatio – Balletto – Aria – Gigue); beide Violinen  skordiert: h, fis', h', d" [C. 63]
- 3. Partia III in A-Dur für 2 Violinen und Basso Continuo (Praeludium – Allamande – Amener – Balletto – Gigue – Cicacona); beide Violinen  skordiert: a, e', a', e" [C. 64]
- 4. Partia IV in Es-Dur für Violine, Viola da braccio und Basso Continuo (Sonata – Allamande – Trezza – Aria – Canario – Gigue – Pollicinello); Violine  skordiert: b, es', b', es", Viola  skordiert: es, b, es', b' [C. 65]
- 5. Partia V in g-Moll für 2 Violinen und Basso Continuo (Intrada – Aria – Balletto – Gigue – Passacaglia); beide Violinen  skordiert: g, d', a', d" [C. 66]
- 6. Partia VI in D-Dur für 2 Violinen und Basso Continuo (Praeludium – Aria mit Variatio I – XIII – Finale); keine Skordatur [C. 67]
- 7. Partia VII in c-Moll für 2 Viole d’amore und Basso Continuo (Praeludium – Allamande – Sarabande – Gigue – Aria – Trezza – Arietta variata); beide Viole d’amore  skordiert: c, g, c', es', g', c" [C. 68]

#### „Battalia“
Battalia (Suite) in D-Dur [C. 61] (ein Schlachtengemälde) (Presto I – Die liederliche gselschaft von allerley Humor Allegro – Presto II – Der Mars – Presto III – Aria – Die Schlacht – Lamento Adagio).
Das Autograf trägt den Titel: 
„Battalia / Das liederliche Schwirmen der Musquetirer / Mars /  die Schlacht, und Lamento / der verwundten, mit Arien / imitirt.  und Baccho dedicirt / Von H. Biber, Ao 1673. / à 10 / 3. Violin / 4 Viol. / 2 Violon / 1 Cembalo.“ 
sowie die Vermerke: 
 „NB. Wo die Strich seindt [folgt Notenbeispiel] / mues man anstadt des geigen / mit dem Bogen klopfen auf die geigen, / es mues wohl probirt werden, der Mars / ist schon bekannt, aber ich hab ihm nicht bösser / wissen zu verendern, wo die Druml geht im Bass, mues man an die Seiten ein Papier machen das es einen Strepitum [Lärm, Getöse] gibt, in Mars aber nur allein“
„NB: Die Schlacht muss nit mit dem bogen gestrichen werden, sondern mit der rechten Handt die Saite geschnelt wie die stuck. Undt starck!“
im dissonanten 2. Satz:  
„hic dissonant ubique, nam ebrii sic diversis cantilenis clamare solent“ also: „hier ist es überall dissonant, denn die Betrunkenen pflegen so verschiedene alte Lieder zu brüllen.“
am Ende der Cembalostimme: „Das ist in eyl abcopirt worden“
Der 2. Satz fällt aus dem Rahmen, weil er 8-stimmig ist (der Rest durchgehend 5-stimmig). Biber zitiert mehrere damals volkstümliche Melodien, das ergibt bald ein misstönendes „pathologisches“ Quodlibet. Identifiziert sind: 
1) Lied Ne takes mý mluwel aus dem slowakischen Codex Vietoris (1660–1670); 
2) Lied Vojanský Figator aus Böhmen (18. Jahrhundert); 
3) Törökös, also türkischer Tanz aus Ungarn (18. Jahrhundert), bekannt aus La rencontre imprévu von Gluck / Opern (Nummer 33) (1764); 
4) Bergamasca, in Europa seit dem 16. Jahrhundert weit verbreitet, in Deutschland auch unter dem Titel Kraut und Rüben haben mich vertrieben bekannt und von Bach in den Goldberg-Variationen im Quodlibet  zitiert; 
5) Lied „Nambli wol kann ich ietz glauben“ von Johann Jacob Prinner

#### „Sonatae Tam Aris Quam Aulis servientes“
Dt.: „Sonaten, zu Altären wie zu herrschaftlichen Höfen dienlich“, für 6 bis 8 Instrumente, 1676
- 1. Sonata I a otto für zwei Clarini, zwei Violinen, vier Violen (drei Bratschen und „Basso di Viola“) und Basso continuo [C 114]
- 2. Sonata II a sei für zwei Violinen, vier Violen (drei Bratschen und „Basso di Viola“) und Basso continuo [C 115]
- 3. Sonata III a sei für zwei Violinen, vier Violen (drei Bratschen und „Basso di Viola“) und Basso continuo [C 116]
- 4. Sonata IV a cinque für Clarino, Violine, drei Violen (zwei Bratschen und „Basso di Viola“) und Basso continuo [C 117]
- 5. Sonata V a sei für zwei Violinen, vier Violen (drei Bratschen und „Basso di Viola“) und Basso continuo [C 118]
- 6. Sonata VI a cinque für zwei Violinen, drei Violen (zwei Bratschen und „Basso di Viola“) und Basso continuo [C 119]
- 7. Sonata VII a cinque für zwei Clarini, zwei Violinen, „Basso di Viola“ und Basso continuo [C 120]
- 8. Sonata VIII a cinque für zwei Violinen, drei Violen (zwei Bratschen und „Basso di Viola“) und Basso continuo [C 121]
- 9. Sonata IX a cinque für zwei Violinen, drei Violen (zwei Bratschen und „Basso di Viola“) und Basso continuo [C 122]
- 10. Sonata X a cinque für Clarino, Violine, drei Violen (zwei Bratschen und „Basso di Viola“) und Basso continuo [C 123]
- 11. Sonata XI a cinque für zwei Violinen, drei Violen (zwei Bratschen und „Basso di Viola“) und Basso continuo [C 124]
- 12. Sonata XII a otto für zwei Clarini, zwei Violinen, vier Violen (drei Bratschen und „Basso di Viola“) und Basso continuo [C 125]
- Clarinduette C 126–137: 01–12 zwölf kurze Stücke ohne Bezeichnung „a due“, für zwei clarini allein

#### „Serenada à 5“ („Nachtwächterruf“)
in C-Dur 1673 für 2 Violinen, 2 Violen, Violone und Cembalo [C. 75]:  Serenada – Allamanda – Aria – Ciacona (ohne Continuo, aber Gesangsstimme für Bass, der den Ruf des Nachtwächters singt: „Lost Ihr Herrn Undt last euch sagn, der Hammer der hat Neyne (Zehne) gschlagn, Hüets Feyer, hüets wohl Undt lobet Gott den Herrn und Unser liebe Frau !“) – Gavotte – Retirada.
Bibers Anweisung für die Darbietung: „Die Serenada, Allamanda, Aria, Gavotte, Retirada werden alle nicht repetirt ((bei Otto: „werden alla 2 mahl repetirt“)) Vom anfang wie sonsten andere Ballet man zu reproduciren pflegt. Aber wohl besetzt, sonderlich die viola brazza 2 ((= Viola 2)) welche das Fundament zumeist ausführt ((Otto: „am meisten führt“)). In der Ciacona kombt der Nachtwächter, wie man jetziger Zeit die uhr alhier ausrueffen pflegt. Und die andern Instrumenta werden alle ohne Bogen gespielt wie auf der Lauten auch in der Gavotte, es kombt schön heraus, nemblich die geigen unter die Armen.“

#### „Mensa Sonora seu Musica Instrumentalis“
„Klingende Tafel- oder Instrumentalmusik“ (1680); im Erstdruck mit doppeltem Titel: 
MENSA SONORA, / SEU / MUSICA INSTRUMENTALIS, / Sonatis aliquot liberiùs sonantibus / ADMENSAM, / CELSISSIMI, AC REVE- / RENDISSIMI / S.R.I. PRINCIPIS / AC DOMINI, DOMINI / MAXIMILIANI / GANDOLPHI, / ….. / Ab HENRICO J.F. BIBER, / Capellae Vice-Magistro / M. DC. LXXX.
 und 
„Die Klingende Taffel / Oder / Instrumentalische Taffel = Music / Mit frisch=lautenden Geigen = Klang / Dem Hochwürdigsten / Hochgebornen Fürsten / und Herrn / Herrn / MAXIMILIANO / GANDOLPHO; / ….. / Zu gehorsambisten Diensten angestimmet / Durch / Hainrich ((sic)) J. F. Biber / Hochfürstl. Vice – Capellmaistern ((sic))“ 
für Violine, 2 Violen, Violone und Cembalo:
- Pars I in D-Dur [C. 69] (Sonata – Allamanda – Courante – Sarabanda – Gavotte – Gigue – Sonatina)
- Pars II in F-Dur [C. 70] (Intrada – Balletto – Sarabanda – Balletto – Sarabanda – Balletto)
- Pars III in a-Moll [C. 71] (Gagliarda – Sarabanda – Aria – Ciacona – Sonatina)
- Pars IV in B-Dur  [C. 72] (Sonata – Allamanda – Courante – Balletto – Sarabanda – Gigue – Sonatina)
- Pars V in A-Dur [C. 73] (Intrada – Balletto – Trezza – Gigue – Gavotte – Gigue – Retirada)
- Pars VI in g-Moll [C. 74] (Sonata – Aria – Canario – Amener – Trezza – Ciacona – Sonatina)

#### „Trombet= Und musikalischer taffeldienst à 4“
in C-Dur 1673–1674 [C. 76] für Violine, Trompete, 2 Violen, Violone und Cembalo: Intrada (mit dem autografen Vermerk Tromba luditur in Violino Solo ((= Die Trompete spielt aus dem Violinpart))) – Sonata – Allamanda – Courante – Sarabanda – Gavotte – Gigue – Sonatina

#### „Sonata S. Polycarpi à 9“
Sonate in C-Dur 1673 [C. 113] für 8 Trompeten, Kesselpauke, basso continuo und Violone, geschrieben zur Amtseinführung von Polykarp von Kuenburg (auch: Khuenburg) als Probst des Salzburger Doms am 13. Januar, oder anlässlich seiner Ernennung zum Bischof von Gurk in Kärnten am 2. April 1673.
Das Manuskript enthält folgende Aufführungsanweisung: „NB das Tromba 1. et 2. auch 5. undt 6. alle vier müssen beysammen stehen. Undt Tromba 3.,4.,7.,8. auch beysammen, dan sie gehen in Tripla ad duos choros. Der Violon aber undt der Bass Continuus so vil es sein kann müssen starck besetzt werden, die Quartuba  kan wol braucht werden.“

#### „Fidicinium Sacro-profanum“
Fidicinium Sacro-profanum, tam Choro, quam Foro, Pluribus Fidibus concinnatum et concini aptum, also „Geistlich-weltliches Saitenspiel, für Kirche wie Marktplatz, für mehrere Streichinstrumente kunstgerecht komponiert und für das gemeinsame Spiel geeignet“ (1682 / 1683; im Vorwort von Biber als opus quartum, also „opus 4“ bezeichnet)
- 1. Sonata I für 2 Violinen, 2 Violen und Basso Continuo in h-Moll [C. 78]
- 2. Sonata II für 2 Violinen, 2 Violen und Basso Continuo in F-Dur [C. 79]
- 3.  Sonata III für 2 Violinen, 2 Violen und Basso Continuo in d-Moll [C. 80]
- 4. Sonata IV für 2 Violinen, 2 Violen und Basso Continuo in g-Moll [C. 81]
- 5. Sonata V für 2 Violinen, 2 Violen und Basso Continuo in C-Dur [C. 82]
- 6. Sonata VI für 2 Violinen, 2 Violen und Basso Continuo in a-Moll [C. 83]
- 7. Sonata VII für 1 Violine, 2 Violen und Basso Continuo in D-Dur [C. 84]
- 8. Sonata VIII für 1 Violine, 2 Violen und Basso Continuo in B-Dur [C. 85]
- 9. Sonata IX für 1 Violine, 2 Violen und Basso Continuo in G-Dur [C. 86]
- 10. Sonata X für 1 Violine, 2 Violen und Basso Continuo in E-Dur [C. 87]
- 11. Sonata XI für 1 Violine, 2 Violen und Basso Continuo in c-Moll [C. 88]
- 12. Sonata XII für 1 Violine, 2 Violen und Basso Continuo in A-Dur [C. 89]

#### „Sonata die Bauren Kirchfartt“
auch Sonata à 6 die pauern Kirchfartt genandt in B-Dur [C. 110] 1673: 3 Violinen, 2 Violen, Cembalo und Violone (Adagio – Presto – Die Pauern Kirchfarth – Adagio – Aria 1 – Aria 2)

### Instrumental ohne Namen (alphabetisch)

#### Arien
- Arien à 4 in e-Moll [C. 52] 1673
für Violine, 2 Violen, Cembalo, Violone: Intrada – Aria – Aria – Gigue
- Arien à 4 in A-Dur[31] [C. 53] 1673–1674
für Violine, 2 Violen, Cembalo, Violone: Sonata – Allamanda – Amoresca – Gigue – Sonatina

#### „Ballette“
- Baletti (sic) in g-Moll (??[32]) [C. 58] 1670–1674
für 2 Violinen, 2 Violen, Violone (ohne Cembalostimme): Intrada – 7 Sätze ohne Bezeichnung – Aria 1ma Barbaresca – Aria 2da. Die beiden letztgenannten Sätze stammen in der Handschrift von einem anderen Schreiber und stehen in einer anderen Tonart. Es bestehen somit erhebliche Zweifel, ob sie zu diesem Stück gehören und überhaupt von Biber stammen
- Ballettae à 4 in e-Moll [C. 54] ca. 1680
für Violine (nicht erhalten), 2 Violen, basso continuo (nicht erhalten): Brandles – Amener – Montiradar – Courante – Sarabande – Minuet – Retirada – Allegro
- Ballettae à 4 in D-Dur[33]  [C. 55] 1685
für Violine, 2 Violen, Violone, keine Cembalostimme: 6 Sätze ohne Bezeichnung – Menuett
- Balletti à 2 violini discordati [C. App. 110]
für 2 skordierte Violinen und basso continuo: Allemanda – Sarabanda – Courante – Gigue
Zuschreibung zweifelhaft
- Balletti à 4 in G-Dur [C. 56] 1673–1674
für Violine, 2 Violen, Violone, keine Cembalostimme: Sonata – Allamanda – Courente – Sarabanda – Aria – Gigue - Sonatina
- Balletti à 6 in C-Dur [C. 57] ca. 1690
für Violine, 2 Violen, 2 Trompeten, Cembalo, Violone: Sonata – Allamanda – Amener – Aria – Balletto – Trezza – Gavotte – Canario – Amoresca – Sarabanda – Gagliarda – Cicacona
- Balletti Lamentabili à 4[34] in e-Moll [C. 59] 1670
 für Violine, 2 Violen, Cembalo, Violone: Allabreve – Allamanda – Sarabande – Gavotte – Gigue – Lamento
- Balletto in h-Moll [C. 60[35]] 1673
für Violine, 3 Violen, Violone, ohne Cembalostimme: Intrada – Ballo – Trezza – Aria – die Werber Aria – Allemanda

#### Fantasia in D-Dur [C. 77]
für Solovioline und basso continuo; das Stück ist teilweise eine frühere Version von Sonata IV der Sonatae Violino Solo [C. 141], erfordert also die gleiche Skordatur (a, e', a', d")

#### „Harmonia Romana“ in d-Moll [C. App. 111] 1669
für 3 Violinen, 3 Violen, Violone, Cembalo: Sonata – Courante – Fuga – Passagio – Saltarello – Allemanda – Gigue
Zuschreibung zweifelhaft

#### Intrada – Menuete – Boure – Courant – Saraband et Gigue  in D-Dur [C. App. 112] 1681
für Orgel solo

#### Pastorella in A-Dur [C. 106]
für Solovioline und basso continuo (No. 79 des Manuskripts 726 im Minoritenkonvent Wien). Dem letzten Satz zugrunde liegt das Lied „Nambli wol kann ich ietz glauben“ von Johann Jacob Prinner, das Biber auch in der „Battalia“ verwendet. Nahe Verwandtschaft besteht zu einer Pastorella von Johann Heinrich Schmelzer.

#### Sonaten
- Sonata in C-Dur [C. 107]
für Solovioline und basso continuo (No. 75 des Manuskripts 726 im Minoritenkonvent Wien). Es handelt sich um eine frühe Version der Sonatae Violino Solo von 1681.
- Sonata in E-Dur [C. 108][36]
für Solovioline und basso continuo (No. 84 des Manuskripts 726 im Minoritenkonvent Wien).
- Sonata à 3 in d-Moll [C. App. 117] 1679–1680
für 2 Violinen, Posaune, Violone, Orgel
Zuschreibung zweifelhaft
- Sonata à 3 in g-Moll [C. App. 118] 1679–1680
für 2 Violinen, Viola da gamba solo, Violone, Orgel
Zuschreibung zweifelhaft
- Sonata à 4 violis in D-Dur [C. App. 119] 1663
für Violine, Violetta, 2 Violen, Orgel
Zuschreibung zweifelhaft
- Sonata à 5 in d-Moll [C. App. 120] 12. Oktober 1667 (A0 1667 / Die 12. 8bris Scripta)
für 2 Violinen, 3 Violen (davon eine Violone), Orgel
Zuschreibung zweifelhaft
- Sonata à 6 in C-Dur [C. 109] 1673
für 2 Violinen, 2 Violen, Trompete, Orgel, Violone
- Sonatae Violino Solo [C. 138–145] 1681[37]
  - 1. Sonata I in A-dur [C. 138] (Praeludium)-Variatio-Finale
  - 2. Sonata II in d-Moll [C. 139] (Praeludium)-Aria e variatio-Finale
  - 3. Sonata III in F-dur [C. 140] (Praeludium)-Aria e variatio-Variatio
  - 4. Sonata IV in D-dur [C. 141] (scordatura: a, e', a', d") (Sonata)-Gigue-Adagio e variatio-Finale
  - 5. Sonata V in e-Moll [C. 142] (Praeludium)-Variatio-Presto-Aria e varatio
  - 6. Sonata VI in c-Moll [C. 143] (Sonata)-Passacaglia (ab hier scordatura: g, d', a', d")-Adagio-Gavotte-(Finale)
  - 7. Sonata VII in G-dur [C. 144] (Sonata)-Aria-Adagio-Ciacona
  - 8. Sonata VIII in A-dur [C. 145] (Sonata)-Aria-Sarabanda-Allegro-Gigue
- Sonata Jucunda in D-Dur (= „ergötzliche S.“) [C. App. 121] nach 1670
für 2 Violinen, 3 Violen, basso continuo
Zuschreibung zweifelhaft
- Sonata Paschalis in C-Dur (= „zu Ostern“) [C. App. 122] 15. März 1666 (A0 1666 / Die 15. Marti)
für 2 Violinen, 2 Violen, Violone
Zuschreibung zweifelhaft
- Sonata pro Tabula à 10 in C-Dur [C. 112] nach 1670
für 5 flautae (Blockflöten), 2 Violinen, 3 Violen, Orgel
- Sonata Violino Solo in A-Dur [C. 147] nach 1670
für Solovioline und basso continuo

### Schrift
- Singfundament. [C. 147]
Biber verfasste es 1694 für seine damals etwa 17 Jahre alte Tochter Anna Magdalena Biber (1677–1742), die 1696 unter dem Namen Maria Rosa Henrica im Stift Nonnberg Nonne wurde und später zur Chorregentin und Kapellmeisterin aufstieg. Es handelt sich um eine elementare Musik- und Singlehre; das Manuskript befindet sich noch heute im Stift und umfasst 33 Seiten.[38]